# Pitar kathiewayae
Pitar kathiewayae is een tweekleppigensoort uit de familie van de Veneridae. De wetenschappelijke naam van de soort is voor het eerst geldig gepubliceerd in 1999 door Lamprell & Kilburn.